# Kõruse-Metsaküla
Kõruse-Metsaküla est un village d'Estonie situé dans la commune de Saaremaa (jusqu'en octobre 2017 commune de Kihelkonna) du comté de Saare. Jusqu'en octobre 2017, le village s'appelait Metsaküla.